# Twice 2nd Tour: Twiceland Zone 2 – Fantasy Park
Twice 2nd Tour: Twiceland Zone 2 – Fantasy Park – второй азиатский концертный тур южнокорейской гёрл-группы TWICE. Тур пройдёт в поддержку альбомов Twicetagram, Merry & Happy и What Is Love?. Первый концерт состоялся 18 мая 2018 года в Сеуле на арене Джамсил.

## Подготовка и анонс
19 февраля 2018 года JYP Entertainment официально анонсировали начало второго азиатского концертного тура TWICE, получившего название Twice 2nd Tour: Twiceland Zone 2 – Fantasy Park. Было объявлено, что с 18 по 20 мая группа проведёт концерты на арене Джамсил, что ознаменует первые корейские шоу коллектива за последний год. 23 февраля были анонсированы концерты в Саитаме и Осаке, тем самым также негласно была объявлена и японская часть тура. 27 февраля была объявлена дата концерта в Сингапуре. 24 марта анонсировали концерт в Куала-Лумпур. Позже объявили даты шоу в Бангкоке и Джакарте.

## Даты концертов
| Дата                 | Город        | Страна           | Арена                           |
| -------------------- | ------------ | ---------------- | ------------------------------- |
| 18 мая 2018 года     | Сеул         | Республика Корея | Арена Джамсил                   |
| 19 мая 2018 года     | Сеул         | Республика Корея | Арена Джамсил                   |
| 20 мая 2018 года     | Сеул         | Республика Корея | Арена Джамсил                   |
| 26 мая 2018 года     | Саитама      | Япония           | Сайтама Супер Арена             |
| 27 мая 2018 года     | Саитама      | Япония           | Сайтама Супер Арена             |
| 2 июня 2018 года     | Осака        | Япония           | Осака-Джо Холл                  |
| 3 июня 2018 года     | Осака        | Япония           | Осака-Джо Холл                  |
| 17 июня 2018 года    | Сингапур     | Сингапур         | Сингапурский крытый стадион     |
| 28 июля 2018 года    | Куала-Лумпур | Малайзия         | Стадион Малавати                |
| 18 августа 2018 года | Бангкок      | Таиланд          | Импакт Арена                    |
| 25 августа 2018 года | Джакарта     | Индонезия        | Индонезийский выставочный центр |